# Зеебоден
Зеебоден (Seeboden am Millstätter See) - місто в провінції Каринтія, Австрія, розташоване на березі озера Мілльштеттер-Зее.

## Музеї
- Музей рибальства
- Музей бонсай

## Культурні події
- З 2001 року в Зеебодені щоліта проводиться міжнародний фестиваль бодіпейнтингу.
- Лицарські турніри

| Австрія | Це незавершена стаття з географії Австрії. Ви можете допомогти проєкту, виправивши або дописавши її. |